# Dirk Dzimirsky

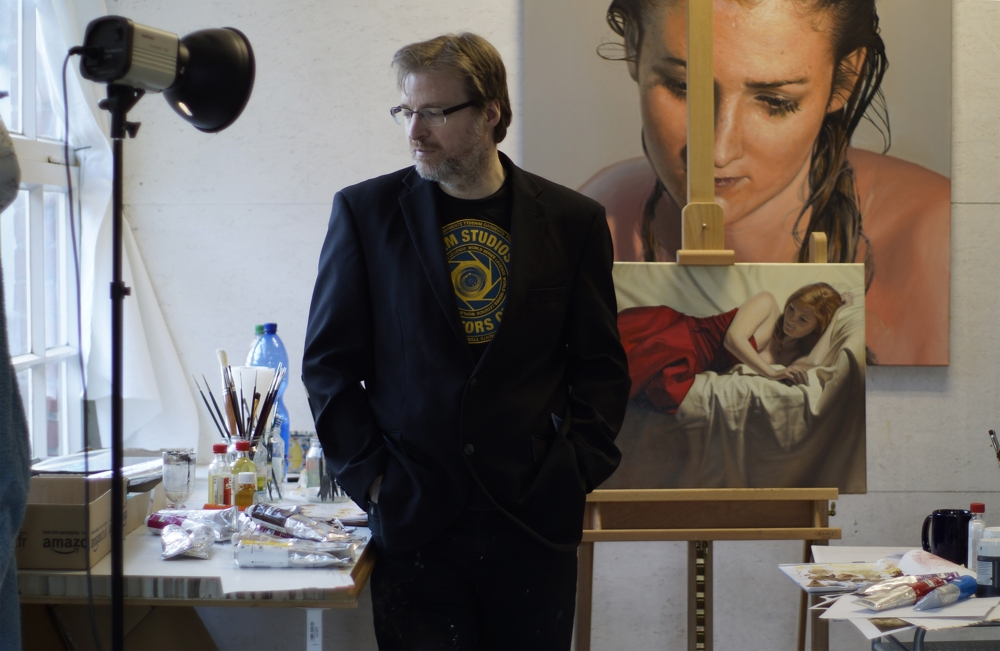
Dirk Dzimirsky (2012)

Dirk Dzimirsky (* 22. April 1969 in Rhede) ist ein deutscher Künstler der Stilrichtung des Hyperrealismus.

## Werk und Leben
Mit seiner ungewöhnlichen Leidenschaft für die realistische Kunst fiel Dirk Dzimirsky schon als Kind auf. Sein größtes Interesse in seinen Zeichnungen und Gemälden galt schon immer der menschlichen Darstellung. Nach dem Abitur und der Selbstfindung war die Kunst lange Zeit nur Nebeneinkommen, bevor sich der Autodidakt entschloss, seine Kunst in professionelle Bahnen zu lenken, und sich 2005 als freischaffender Künstler selbständig machte.
Seine teils großformatigen Bilder zeichnen sich dabei sowohl durch eine ehrliche sowie kompromisslose Darstellung des Menschen, als auch durch eine sensible und psychologische Betrachtung des Porträtierten aus, die er mit genauester Detailbeschreibung und feinster handwerklicher Ausführung wiedergibt.
Dzimirskys Arbeiten sind in Ausstellungen und Ausstellungsbeteiligungen im In- und Ausland (u. a. in New York und London), sowie in zahlreichen Sammlungen weltweit vertreten. Außerdem erscheinen seine Werke regelmäßig in internationalen Publikationen.

## Kunstbücher über Dirk Dzimirsky
- LEMONWORLD Drawings 2007-2010
- ARTitude

## Ausgewählte Ausstellungen
- 2009 Faces, Figures & Fragments (Einzelausstellung), Galerie Beletage, Bocholt, Deutschland
- 2009 Tiefen schärfen (Einzelausstellung), Kunstsalon Bocholt, Deutschland
- 2010 Early Summer 2010, Blackheath Gallery, London, England
- 2010 Heroworship, C. Emerson Fine Arts, St. Petersburg, USA
- 2010 In Your Face, Blackheath Gallery, London, England
- 2010 Aqua Art, Miami, USA
- 2011 Hueless, Mallick Williams & Co Gallery, New York, USA
- 2011 Scope Art Fair, New York, USA
- 2011 Lebenszeichen (Einzelausstellung), Stadt Hamminkeln, Deutschland
- 2011 Scope Miami, USA
- 2012 From What I Remember..., Principle Gallery, Alexandria, USA
- 2012–2013 Material Matters / East Wing Exhibition, Courtauld Institute of Art, London, England